# Chiarissimo Falconieri Mellini
Chiarissimo Falconieri Mellini (Roma, 25 de setembro de 1794 - Ravenna, 22 de agosto de 1859) foi um cardeal católico e camerlengo do Sacro Colégio dos Cardeais. 

## Início da vida e sacerdócio
Mellini nasceu em 25 de setembro de 1794 em Roma, filho do Marquês Alessandro Falconieri Mellini e Marianna Lante Montefeltro della Rovere, dos duques de Bomarzo. Era parente dos cardeais Lelio Falconieri (1643) e Alessandro Falconieri (1724). Seu tataravô foi o duque Ippolito Lante Montefeltro della Rovere.
Ele foi educado no Collegio Tolomei em Siena, no Colégio Romano em Roma e na Universidade de Roma "La Sapienza" em Roma , onde recebeu um doutorado em utroque iuris (direito civil e canônico) em 1824. Mellini foi ordenado em 19 de setembro de 1818 e foi nomeado um Auditor da Sagrada Rota Romana.

## Episcopado e cardinalato
Ele foi eleito Arcebispo de Ravena e foi consagrado em 1826 pelo Papa Leão XII.
Mellini foi elevado a cardeal-sacerdote no consistório de 12 de fevereiro de 1838. Ele participou do Conclave de 1846 que elegeu o Papa Pio IX e foi feito secretário de Memoriais em 1857. Mellini foi nomeado Camerlengo do Sagrado Colégio dos Cardeais em 1859. 

## Morte
Mellini morreu em 22 de agosto de 1859 em Ravenna e foi exposto e enterrado na Catedral Metropolitana de Ravenna. 